# Agastache anýzová
Agastache anýzová (Agastache foeniculum), někdy nazývaná také agastache fenyklová, je medonosná rostlina z čeledi hluchavkovitých (Lamiaceae).

## Popis
V našich podmínkách se agastache anýzová pěstuje jako krátkodobá trvalka. Na jednom stanovišti roste až pět let. Agastache anýzová je rozvětvený polokeř dorůstající do výšky 50–120 cm. Stonky jsou hranaté, symetricky rozvětvené, nad zemí někdy dřevnaté. Rostlina pochází ze stepí střední a severní Ameriky a byla hojně využívána původními obyvateli jako léčivá bylina na kašel, horečky, poranění, průjem a nemoci srdce a duše. Kořenová soustava je 20–30 cm hluboko. Listy obsahují velké množství éterických olejů vonících po mátě, anýzu a fenyklu. Květy mají modrofialovou barvu a jsou silným lákadlem pro včely díky velkému obsahu pylu a nektaru. Produkce z deseti kvítků je průměrně 5,4 mg cukru a 1,2 mg pylu, přičemž jedno sdružené květenství obsahuje kvítků 300 a více.

## Stanoviště a pěstování
Rostlina preferuje slunné stanoviště a propustné půdy a dobře snáší suché období. Rozmnožuje se semeny nebo dělením kořenové části. Je tolerantní vůči okusu zvěří. Rostlina se pěstuje ve sponu 20 cm od sebe a 70 cm mezi řádky (5–7 ks/m2). Výsadba je možná dvěma způsoby, a to vysetím do vlhké, nakypřené a plevele zbavené půdy (maximálně 10 mm hluboko) nebo zasazením předpěstovaných rostlin ideálně v druhé polovině května po "zmrzlých mužích" (výsev i výsadba). Kvete od června do září.